# Gesellschaftliches Bewusstsein
Das gesellschaftliche Bewusstsein ist die Gesamtheit des geistigen Lebens, insbesondere das Wissen einer Gesellschaft (im allgemeinsten Sinne der vergesellschafteten Menschheit) in allen seinen Formen und Inhalten, wie Mythen, Religionen, Moral, Recht, Wissenschaften, Kunst, Ideologien. Das gesellschaftliche Bewusstsein wird auch als kollektives Bewusstsein, allgemeines Bewusstsein, bzw. Massenbewusstsein (im franz. conscience collective) oder Bewusstsein im abgeleiteten Sinne  bezeichnet. Das gesellschaftliche Bewusstsein ist historisch bedingt. Das gesellschaftliche Bewusstsein ergibt sich aus den interpersonellen Kommunikationsprozessen zwischen den Menschen. Es ist nicht einfach die Summe der individuellen Bewusstseine aller Menschen.
Während das individuelle Bewusstsein subjektiven Charakter hat, hat das gesellschaftliche Bewusstsein objektiven Charakter, ist also unabhängig vom Bewusstsein des einzelnen Subjekts. Das Bewusstsein ist die mehr oder weniger gute Widerspiegelung des Seins (Umwelt), während Seele, Psyche und Geist unscharfe Begriffe sind, die mehr das Subjekt betreffen und nicht direkt auf das Sein rückführbar sind.
Das gesellschaftliche Bewusstsein wird als Korrelat zum gesellschaftlichen Sein verstanden und führt zur Grundfrage der Philosophie.

## Arten des gesellschaftlichen Bewusstseins
Der Begriff gesellschaftliches Bewusstsein wird unterschiedlich gebraucht, insbesondere politökonomisch, soziologisch als auch allgemein philosophisch.
Die Gesellschaft ist bei der Bewusstseinsbildung zum einen das erkennende Subjekt und zum anderen das zu erkennende Objekt (Subjekt-Objekt-Relation), so dass zu unterscheiden ist zwischen dem Bewusstsein der Gesellschaft und dem Bewusstsein über die Gesellschaft. Daraus ergeben sich verschiedene Arten des gesellschaftliche Bewusstsein:
1. Bewusstsein über die Gesellschaft
1.1. individuelles (persönliches) Bewusstsein über die Gesellschaft, wie Klassenstandpunkt
1.2. Bewusstsein der Gesellschaft über die Gesellschaft, wie Ideologien, Religionen, Gesellschaftswissenschaften usw., im Sinne von Selbstbewusstsein der Gesellschaft
1.3. Bewusstsein von Gruppen, Klassen (Klassenbewusstsein, Klassenstandpunkt)
2. Bewusstsein der Gesellschaft
2.1. entspricht 1.2.
2.2. Bewusstsein der Gesellschaft über alles (allgemeines Bewusstsein über die Natur und Gesellschaft, so die Natur- und Gesellschaftswissenschaften usw.)

## Geschichte
Georg Wilhelm Friedrich Hegel hat sich wohl als Erster in seinem Werk „Phänomenologie des Geistes“ inhaltlich mit dem gesellschaftlichen Bewusstsein auseinandergesetzt, indem er dort den Begriff des „Absoluten Geistes“ einführte.
Karl Marx behauptete in seiner Arbeit „Zur Kritik der politischen Ökonomie“: Es ist nicht das Bewusstsein der Menschen, das ihr Sein, sondern umgekehrt ihr gesellschaftliches Sein, das ihr Bewusstsein bestimmt“. Der Terminus „Bewusstsein. den Karl Marx so beiläufig benutzte, wurde bald darauf in den Begriff „gesellschaftliches Bewusstsein“ transformiert und von A. A. Bogdanov in den wissenschaftlichen Diskurs eingeführt. Wenn Karl Marx sich politökonomisch auf das gesellschaftliche Bewusstsein bezieht, dann im Sinne des Selbstbewusstseins der Gesellschaft. Erkenntnistheoretisch ist gesellschaftliches Bewusstsein allgemeines Bewusstsein der vergesellschafteten Menschheit.